# Mudigere, Krishnarajpet
Mudigere là một làng thuộc tehsil Krishnarajpet, huyện Mandya, bang Karnataka, Ấn Độ.